# Helma Spöring
Helma Spöring (* 1954 in Sieverdingen) ist eine deutsche Kommunalpolitikerin (parteilos). Seit 1. November 2014 ist sie Bürgermeisterin der Stadt Walsrode im Heidekreis (Niedersachsen).

## Ausbildung und beruflicher Werdegang
Ab 1974 besuchte Helma Spöring die Hochschule für Angewandte Wissenschaften Hamburg (HAW). Sie schloss 1977 das Studium mit dem Diplom-Ingenieur für Vermessungstechnik ab.
1997 bis 1999 ergänzte sie ihre Qualifikation durch ein aufbauendes berufsbegleitendes Studium in Wirtschaftswissenschaften an der Hochschule für Technik und Wirtschaft Berlin.
Von 1977 bis 2005 war Spöring beim Land Niedersachsen in der Landesentwicklung tätig. Sie beschäftigte sich dabei mit den Themen Flurbereinigung, Dorferneuerung und Entwicklung des ländlichen Raums. Von 2003 bis 2009 arbeitete sie im Niedersächsischen Landwirtschaftsministerium.

## Politische Karriere
Spöring war von 2009 bis 2014 als Erste Kreisrätin im Landkreis Heidekreis für den Bereich Wirtschaftsförderung tätig. Sie trug aktiv zur Digitalisierung des Walsroder Gymnasiums mit Iserv bei.
2014 bewarben sich Spöring und die amtierende Walsroder Bürgermeisterin Silke Lorenz als parteilose Kandidatinnen bei der Walsroder Bürgerliste (WBL) um die Kandidatur des Walsroder Bürgermeisteramtes. Spöring warf ihre gesamte Kompetenz in die Waagschale, betonte aber auch, dass sie nicht um jeden Preis kandidiere: „Wenn schmutzige Wäsche gewaschen werde, ziehe sie ihre Bewerbung zurück“. Spöring wurde daraufhin von der WBL als Kandidatin aufgestellt und am 25. April 2014 mit 59,7 Prozent der Stimmen zur Bürgermeisterin gewählt. Sie setzte sich dabei gegen Jörg Grube (parteilos) durch und löste ihre Amtsvorgängerin Silke Lorenz (parteilos) ab, die nicht mehr zur Wahl antrat. Am 1. November 2014 trat Spöring ihr Amt an und übernahm es mit einer defizitären Haushaltslage.
Zum 1. Januar 2020 fusionierten die Gemeinde Bomlitz und die Stadt Walsrode, daher gab es vorgezogene Bürgermeisterwahlen. Bei der Wahl am 8. März 2020 wurde Spöring als Einzelbewerberin wiedergewählt mit 84,16 Prozent der Stimmen.
Neben dem Bürgermeisteramt nimmt Spöring eine Reihe von teils ehrenamtlichen Aktivitäten wahr (Liste unvollständig):
- Mitglied des Aufsichtsrates der Stadtwerke Böhmetal[8]

- Vorsitzende des Verwaltungsrates für den Kommunalservice Böhmetal (zuständig für Abwasserbeseitigung, Straßen und Liegenschaften)[9]
- Vorsitzende des Städte- und Gemeindebundes Kreisverband Heidekreis[10]

- Schatzmeisterin im Kreispräventionsrat Heidekreis, der sich in verschiedenen Arbeitsgruppen rund um das Thema "Gewalt- und Kriminalitätsprävention" engagiert[11]
- Mitglied bei den LandFrauen Walsrode[12]
- Mitglied im Kirchenvorstands der ev.-lutherischen Kirche Walsrode[13]

Besondere Aktivitäten und Ereignisse während der Amtszeit als Bürgermeisterin:
- Schrittweiser Ausbau des Breitbandnetzes[14][15]
- Umbau der leerstehenden alten Dorfschule in Krelingen zu einer Tagespflegeeinrichtung mit Mitteln des Landes Niedersachsen[16]
- Am 21. Dezember 2019 explodierte ein Sprengsatz auf dem Grundstück von Spöring. Ein Täter konnte bisher jedoch nicht ermittelt werden.[17][18][19]